# Буди Бог с нама
Буди Бог с нама (енгл. The Great Tram Robbery) је надолазећи српски филм у режији Слободана Шијана по сценарију Биљане Максић, Владимира Манчића и самог редитеља.
Београдска премијера у Србији се очекује током 2025. године.

## Радња
Ово је прича о Бошку Токину и снимању првог авангардног филма на овим просторима Буди Бог с нама.
Упознајемо Београд из златног доба 20-их година прошлог века, Београд авангарде, дадаизма, футуризма и зенитизма; Београд регтајма, џеза и чарлстона; Београд аутомобилизма, аероплана и сексуалне револуције; Београд који је тада сматран Паризом на Балкану.
Филм Буди Бог с нама нестао је мистериозно после снимања, а кроз Токинову причу сазнаћемо истину о његовој судбини.
Колико је снимање тог филма било битно, говори и чињеница да је у њега била укључена цела елита тадашње државе од Иве Андрића, Милоша Црњанског, Тина Ујевића, па све до Жанке Стокић, Ите Рине, Краља Александра и многих других знаменитих личности наше историје.

## Улоге
| Глумац                | Улога                 |
| --------------------- | --------------------- |
| Милош Биковић         | Бошко Токин           |
| Горан Богдан          |                       |
| Милош Самолов         |                       |
| Слобода Мићаловић     | Зора                  |
| Јована Стојиљковић    |                       |
| Андрија Милошевић     |                       |
| Сергеј Трифуновић     | Илија Станојевић      |
| Марко Јанкетић        |                       |
| Виктор Савић          | Краљ Александар       |
| Никола Ракочевић      |                       |
| Небојша Дугалић       | Мушкарац              |
| Ненад Окановић        | Драган Вукотић        |
| Милутин Милошевић     |                       |
| Филип Станковски      |                       |
| Денис Мурић           |                       |
| Марко Тодоровић       |                       |
| Бојан Навојец         |                       |
| Александра Балмазовић |                       |
| Анастазија Еверал     | Марица Поповић        |
| Мина Николић          |                       |
| Иња Залта             |                       |
| Иван Томић            |                       |
| Мирко Влаховић        |                       |
| Тихомир Станић        |                       |
| Лука Шевић            |                       |
| Сенад Милановић       |                       |
| Радомир Николић       | Кнез Павле            |
| Иван Зекић            | Качак са маском зороа |
| Момчило Оташевић      | Влајко Стајић         |